# Алман (Марна)
Алман (фр. Allemant) насеље је и општина у североисточној Француској у региону Шампања-Ардени, у департману Марна која припада префектури Еперне.
По подацима из 2011. године у општини је живело 172 становника, а густина насељености је износила 10,91 становника/km². Општина се простире на површини од 15,77 km². Налази се на средњој надморској висини од 226 метара.

## Демографија
| 1962. | 1968. | 1975. | 1982. | 1990. | 1999. | 2011. |
| ----- | ----- | ----- | ----- | ----- | ----- | ----- |
| 171   | 140   | 156   | 168   | 148   | 169   | 172   |

График промене броја становника у току последњих година